# Piquerismo
Il piquerismo (dal francese piquer, pungere, forare) è un tipo di parafilia consistente nel ricercare il piacere pungendo e tagliuzzando un corpo con oggetti affilati o appuntiti. 
Rappresenta una forma di sadomasochismo. Le zone più frequentemente oggetto di questa parafilia sono i genitali, le natiche ed i seni.

## Esempi
Numerosi esempi possono essere trovati in famosi serial killer, tra cui Jack lo squartatore, Jeffrey Dahmer (il mostro di Milwaukee) o Vincenzo Verzeni. Il famoso serial killer Albert Fish mostrò una forte tendenza verso questa pratica sia nei confronti delle sue vittime che contro se stesso, flagellandosi e inserendosi aghi sotto le unghie e nella pelvi.